# Tamar Zandberg
Tamar Zandberg, s přechýlením Tamar Zandbergová (hebrejsky תמר זנדברג, narozena 29. dubna 1976, Ramat Gan, Izrael), je izraelská politička a poslankyně Knesetu za stranu Merec. Byla ministryní ochrany životního prostředí (2021–2022).

## Biografie
Bydlí v Tel Avivu, kde několik let před nástupem do Knesetu působila jako členka městské samosprávy. Pracovala také jako asistentka poslance strany Merec v Knesetu Rana Kohena. Je rozvedená, má jedno dítě.
Ve volbách v roce 2013 byla zvolena do Knesetu za stranu Merec. V rozhovoru po svém zvolení do Knesetu ohlásila, že se hodlá zaměřovat na sociální, levicovou a feministickou agendu. Podpořila větší rovnoprávnost pro izraelské Araby jako předstupeň k jejich možnému budoucímu zapojení do Izraelské armády v rámci všeobecné vojenské povinnosti (z níž byli dosud vyjmuti). V případě ultraortodoxních Židů podporovala jejich zapojení do pracovního trhu, nikoliv nutně jejich plošnou konskripci do armády. V souladu s politikou své strany podporovala mírová jednání s Palestinci a územní kompromis založený na hranicích z roku 1967. Odmítá okupaci Západního břehu Jordánu. Mandát obhájila rovněž ve volbách v roce 2015.